# 邓朴方
邓朴方（1944年4月16日—），四川广安人，中华人民共和国政治人物，中央军委前主席邓小平之子，下身瘫痪的障礙人士。第十一届全国政协副主席，第五届中国残疾人联合会主席团名誉主席，中国康华发展总公司前董事长。中共第十五届、十六届中央候补委员。第九届、十届全国政协常务委员。

## 简介
邓朴方生于山西省遼縣麻田镇云头底村，父母是邓小平和卓琳。
“朴方”之名为刘伯承所取，取其“纯朴方正”之意。
他在家里被父母称为胖子，这一点在中央电视台历史剧历史转折中的邓小平中被反映了出来。
年少时，就读于北京市第十三中学，是当时的“高干子弟”学校。他于1962年进入北京大学就读技术物理系。
1965年9月加入中国共产党，是中共第十五、十六届中央候补委员。
文化大革命开始后，邓朴方受到父亲的牵连遭到疯狂打擊。1968年初他被北京大学造反派監禁于北大东门外的灰色大楼達四五个月，其間常遭虐待。5月時邓朴方利用上厕所的机会，推开一扇窗从三层楼一跃而下，他的身体在空中被一根铁丝于腰部拦了一下，之后翻了一圈由背部先著地，他的脊椎骨第一腰椎和第十二胸椎骨折断，從此半身不遂。另有一說是1968年9月，在一次批斗中，他被关到一间受到放射性物质污染的实验室。在从四楼沿水管逃走的过程中，不幸坠楼，脊骨严重受伤。文化大革命结束后，虽然有机会到加拿大接受手术治疗，但邓朴方的下半身已完全瘫痪。
另一种说法则认为，在“西纠联动”中，他和高干子弟一起先批斗其他派系，结果遭遇反噬，反而沦为被批斗的对象。
自1975年，邓朴方才获得工作的机会，在中央军委办公厅行政经济管理处任职。
随着父亲邓小平的第三次复出，邓朴方的地位亦得到相应提升。1984年，他转任中国残疾人福利基金会副理事长，成为副部级干部，时年40岁；第二年，即升任基金会理事长；自2006年后，他一直担任基金会的会长。同时，邓朴方还于1988年创建了中国残疾人联合会，并自己连续担任了残联第一至四届主席团的主席，前后任职长达20年，为推动中国残疾人的福利待遇做出了很多贡献。自1999年12月起，享受正部长级医疗待遇；2001年11月，正式明确为正部长级干部。2008年3月，在第十一届全国政协一次会议上，邓朴方当选为政协全国委员会副主席，晋升为国家领导人职务。在同年11月举行的中国残联第五届全国代表大会上，当选主席团名誉主席。
2013年3月，68岁的邓朴方在全国政协十二届一次会议后卸任全国政协副主席一职退休。
2023年9月，79岁的邓朴方卸任中国残疾人联合会名誉主席一职，其职由杨晓渡接任。

## 著作
- 人道主义的呼唤（第一辑：1983-1995）华夏出版社2006-03
- 人道主义的呼唤（第二辑：1996-2000）华夏出版社2006-12
- 人道主义的呼唤（第三辑：2001-2005）华夏出版社2006-12
- 人道主义的呼唤（第四辑：2006-2012）华夏出版社2012
- 人道主义的呼唤选编，2016年 华夏出版社
- 人道主义的呼唤（英文版）2017 外文出版社

## 腐败传闻
在邓朴方父亲邓小平主持的改革开放初期，官倒现象甚多，最知名的參與官倒的企業之一就是鄧樸方等人創建的中國康華發展總公司。
据传，他在接受记者采访时表示，全国像他这样的（万亿规模）还有十七家，让大家勤劳致富，不要嫉妒，凭本事去挣钱。这就是“邓十七”说法的由来。

## 所获荣誉
邓朴方以他的特殊身份和影响力，在推动中国残疾人的福利保障和社会地位方面有着突出的贡献。1983年，在他的建议下，中国残疾人福利基金会成立；1988年，他又创办了中国残疾人联合会。为此，他曾先后获得多个国际荣誉。这包括，
- 2003年，获得“联合国人权奖”；
- 2005年，获得“国际残疾人奥林匹克委员会勋章”；
- 2007年，获得“美国社会心理康复协会”授予“格拉尔尼克奖”，以表彰他在改善中国精神病患者生活状况方面所作出的贡献。

## 参看
- 杨家将事件
- 俞正聲